# Marti Hearst

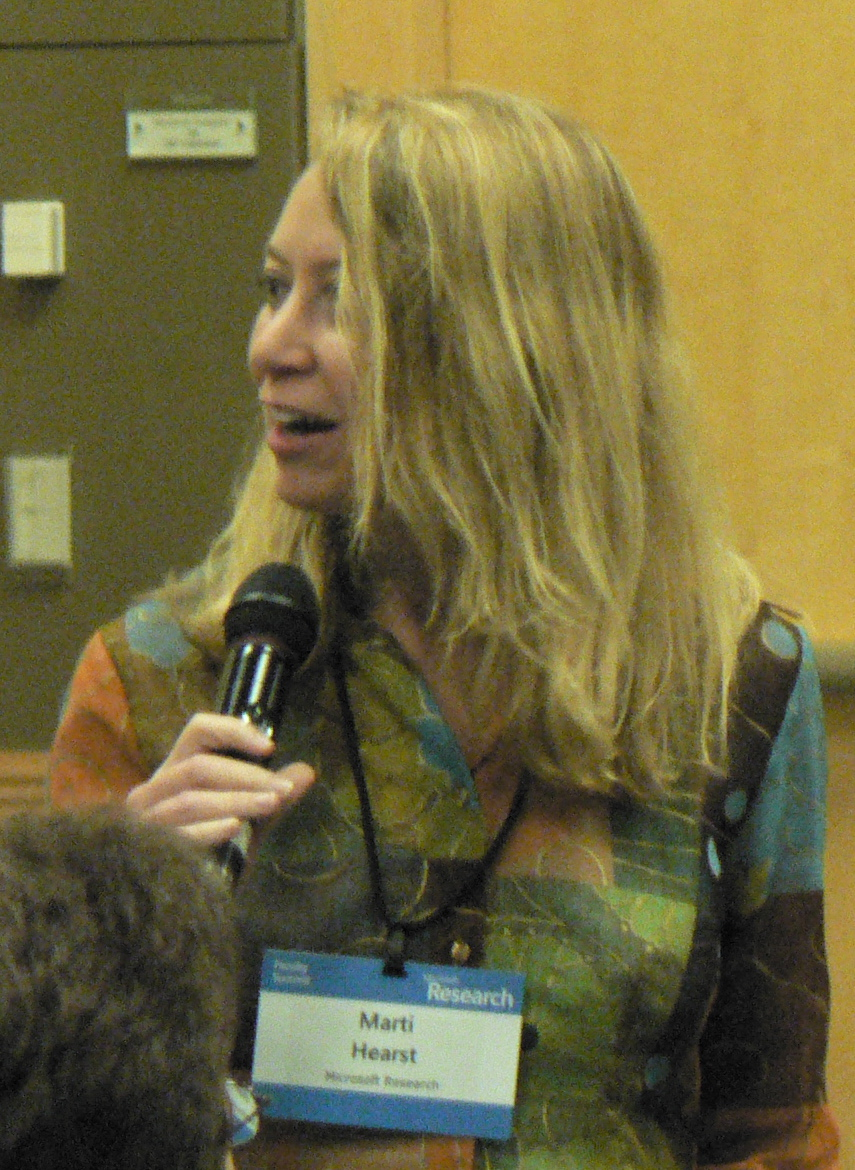
Marti Hearst 2008

 Marti Alice Hearst (* 20. Jahrhundert) ist eine US-amerikanische Informatikerin und Hochschullehrerin. Sie ist Professorin an der School of Information und der Electrical Engineering and Computer Science-Abteilung an der University of California, Berkeley.

## Leben und Werk
Hearst studierte Computer Science an der University of California, Berkeley und erwarb 1985 ihren Bachelor of Science und 1989 bei dem Informatiker Michael Stonebraker den Master of Science. Sie promovierte 1994 bei Robert Wilensky mit der Dissertation: Context and Structure in Automated Full-Text Information Access.

## Forschung
Sie forschte von 1994 bis 1997 als Mitglied des Forschungspersonals bei Xerox PARC in Palo Alto. Anschließend war sie an der School of Information der University of California, Berkeley bis 2002 als Assistent Professor, bis 2008 als Associate Professor und dann als Professorin tätig. 2015 übernahm sie dazu die Leitung des EECS Department an der University of California, Berkeley.
Ihre primären Forschungsinteressen liegen in den  Bereichen  Benutzerschnittstellen für Suchmaschinen, Informationsvisualisierung, Verarbeitung natürlicher Sprache und die Verbesserung von MOOCs. Hearst ist eine führende Expertin im Bereich User Interfaces für Suchmaschinentechnologie und Big Data Analytics.  Sie arbeitete früh an Benutzeroberflächen und Informationsvisualisierung für Suchbenutzeroberflächen und erfand die TileBars-Visualisierung von Abfragebegriffen.
Sie leistete frühe Arbeiten in der korpusbasierten Computerlinguistik, darunter einige der ersten Arbeiten zur Automatisierung der Stimmungsanalyse und der Wortsinn-Begriffsklärung. Sie erfand einen Algorithmus, der als Hearst Patterns bekannt wurde, der lexiko-syntaktische Muster anwendet, um hyponyme Beziehungen mit hoher Genauigkeit in großen Textsammlungen zu erkennen, einschließlich einer frühen Anwendung davon auf WordNet. Dieser Algorithmus wird häufig in kommerziellen Text-Mining-Anwendungen verwendet.
Sie hat das erste Buch über Search User Interfaces geschrieben. Es war die erste formelle Untersuchung der verschiedenen Arten, wie Computerbenutzer Daten durchsuchen und wie der Prozess verbessert werden kann.
Hearst ist Präsidentin der Association for Computational Linguistics (ACL). Sie war Mitglied des Beirats der CISE-Direktion der National Science Foundation (NSF) und ist derzeit im Web Board für CACM, Mitglied des Usage Panel für das American Heritage Dictionary und im Expertengremium von dem Online-Magazin Edge.org. Sie ist Mitglied der Redaktion von ACM Transactions on Computer-Human Interaction (TOCHI) und war Vorstandsmitglied von ACM Transactions on the Web (TWEB), Computerlinguistik, ACM Transactions on Information Systems (TOIS) und IEEE Intelligent Systems.
Sie erhielt einen NSF CAREER Award, einen IBM Faculty Award, zwei Google Research Awards, ein Okawa Foundation Fellowship und vier Excellence in Teaching Awards. Im Februar 2022 betrug ihr h-Index 73.

## Auszeichnungen und Ehrungen (Auswahl)
- 1998: Okawa Foundation Fellow
- 2000: Hellman Faculty Fund Award
- 2002: IBM Faculty Fellowship
- 2013: Fellow der Association for Computing Machinery (ACM)
- 2017: Mitglied der CHI Academy
- 2021: Ernennung zum Gründungsmitglied der ACM SIGIR Academy

## Veröffentlichungen (Auswahl)
- Search User Interfaces. Cambridge University Press, 2009, ISBN 978-0-521-11379-3.